# Hiroko Oyamada
Œuvres principales
- L'Usine
- Le Trou

Hiroko Oyamada (小山田浩子, Oyamada Hiroko), née le 2 novembre 1983 à Hiroshima, est une romancière japonaise. Saluée dès sa première publication, L'Usine, elle a ensuite reçu le prix Akutagawa 2014 pour Le Trou.

## Biographie
Oyamada naît à Hiroshima. Elle y grandit puis y fait ses études, obtenant à l'université d'Hiroshima un diplôme en littérature japonaise en 2006,. Pendant les 5 années qui suivent, elle occupe trois emplois dont un dans une usine de l'industrie automobile. Cette expérience lui inspire l'écriture de L'Usine, ouvrage qui la fait connaître nationalement puis mondialement. Oyamada travaille ensuite à temps partiel comme éditrice dans un journal local, poste qu'elle abandonne après son mariage à un collègue de travail. Après son mariage, elle vit à Hiroshima avec son mari et sa fille.

## Comme écrivain

### L'Usine
Oyamada écrit son premier livre, L'Usine (Kōjō), à la suite d'un contrat à durée déterminée difficile qu'elle a occupé dans l'industrie et qui l'a amenée à se questionner sur le sens de son travail, Vite remarqué, l'ouvrage reçoit le 42ème prix Shincho du jeune écrivain en 2010. 
L'Usine est traduit aux Etats-Unis en 2019 et y est très bien reçu, Le Wall Street Journal note que l'écriture monotone fait echo au sentiment de répétition dépourvue de sens du travail de bureau. Publishers Weekly loue la capacité de l'écriture à désorienter le lecteur, de même que le personnage principal voit sa vie se perdre.
Le livre paraît en France en 2021. La critique est également très enthousiaste, saluant la représentation de l'aliénation au travail, par des thèmes et une forme rappelant Kafka, Buzzatti ou Borges. 

### Le Trou
Oyamada publie son deuxième ouvrage, Le Trou (Ana), en 2013 dans le magazine littéraire Shinchō. Le personnage central est une femme qui renonce à la ville et à son travail pour habiter la campagne ; elle y tombe dans un trou, l'évènement entrainant des conséquences étranges.
Pendant l'écriture, Oyamada elle-même s'installe à la campagne, sa propre vie épousant ainsi le chemin de son personnage principal ; cette trajectoire rappelle L'Usine dont la trame était inspirée par la vie professionnelle d'Oyamada.
Le Trou paraît en France en 2023. A nouveau très bien accueilli,, il est remarqué pour son utilisation du réalisme magique au service de thème féministes.

### Autres écrits
En 2018, le troisième livre d'Oyamada, le recueil de nouvelles Niwa (Le jardin), est publié par Shinchosha,.

## Prix, style et influences
En 2013, Oyamada reçoit le 30ème prix Sakunosuke Oda pour le recueil de nouvelles dont L'Usine fait partie et qui donne son nom à l'ensemble.
Le Trou remporte le 150ème prix Akutagawa. L'écrivain Hiromi Kawakami, membre du jury, souligne la capacité qu'a Oyamada d'introduire le registre du fantastique dans un environnement sinon marqué par son réalisme.
En 2014, Oyamada reçoit le 5ème prix culturel de la ville d'Hiroshima.
Oyamada cite Franz Kafka et Mario Vargas Llosa parmi ses influences littéraires,. Son écriture a également été comparée à celle de Yōko Ogawa. Elle note elle-même que son style est fortement guidé par l'angoisse et la confusion qu'elle peut ressentir dans sa propre vie.

## Œuvres

### Romans
- L'Usine, Christian Bourgois, 2021 ((ja) 工場 (Kōjō), 2013), trad. Silvain Chupin, 192 p.  (ISBN 978-2-267-04310-5)
- Le Trou, Christian Bourgois, 2023 ((ja) 穴 (Ana), 2014), trad. Silvain Chupin, 160 p.  (ISBN 978-2267051667)
- (ja) 庭 (Niwa), 2018